# St. Thomas (Ontario)

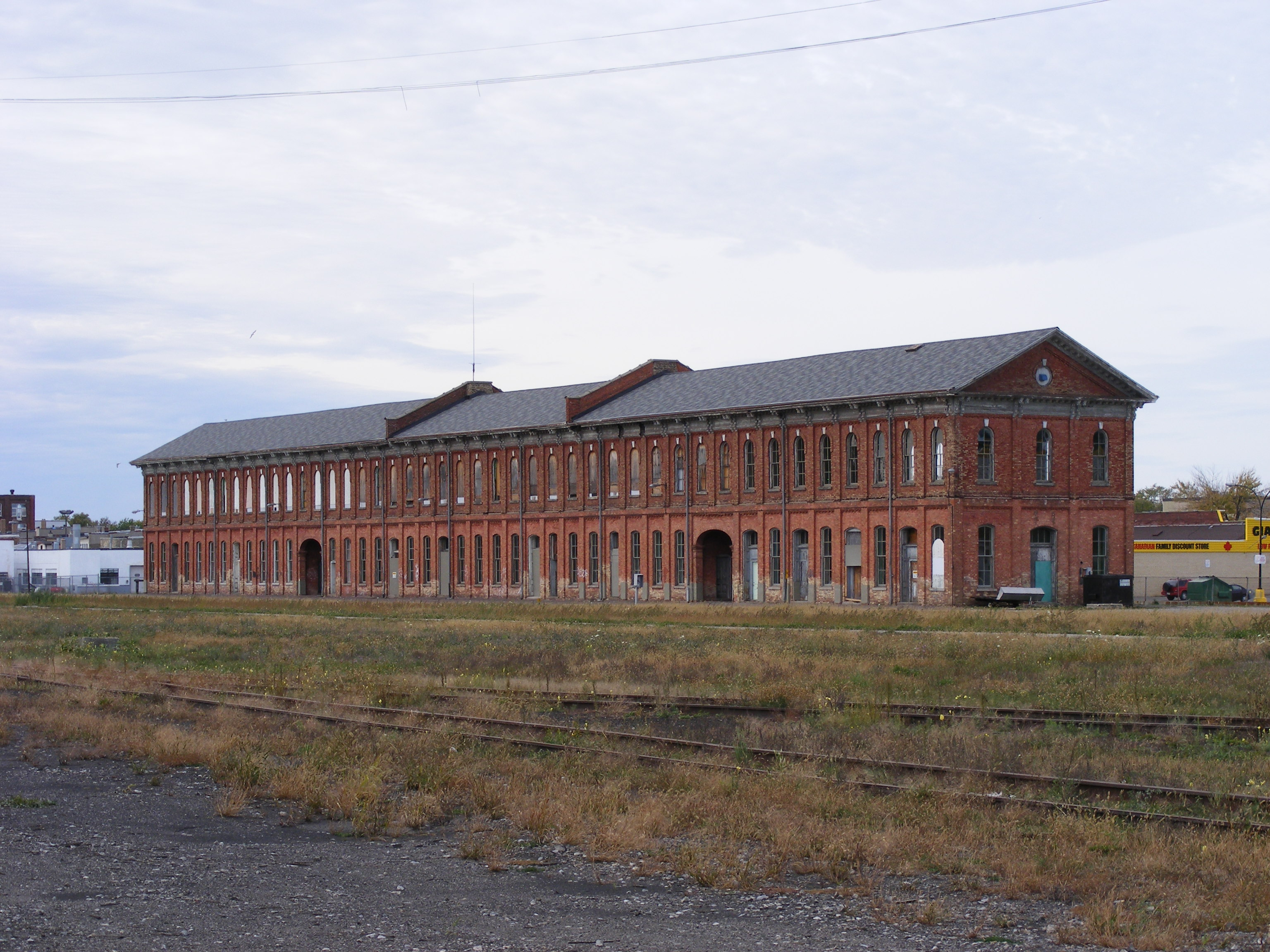
Dawna stacja kolejowa w St. Thomas, obecnie restaurowana

St. Thomas – miasto w Kanadzie, w prowincji Ontario, w hrabstwie Elgin.
Powierzchnia St. Thomas to 32,24 km². Według danych spisu powszechnego z roku 2001 St. Thomas liczy 33 236 mieszkańców (1030,89 os./km²).